# Joué-sur-Erdre
Joué-sur-Erdre är en kommun i departementet Loire-Atlantique i regionen Pays de la Loire i nordvästra Frankrike. Kommunen ligger i kantonen Riaillé som tillhör arrondissementet Ancenis. År 2022 hade Joué-sur-Erdre 2 753 invånare.

## Befolkningsutveckling
Antalet invånare i kommunen Joué-sur-Erdre
| Referens: INSEE |